# A.J. Pacher
Andrew Joseph "A.J." Pacher (Vandalia, Ohio, 17 de febrero de 1992) es un baloncestista estadounidense que actualmente juega en el Formosa Dreamers de la TPBL taiwanesa. Con 2,08 metros de estatura, juega en la posición de ala-pívot.

## Trayectoria deportiva

### Universidad
Jugó cuatro temporadas con los Raiders de la Universidad Estatal Wright, en las que promedió 6,6 puntos y 3,2 rebotes por partido. En su último año fue incluido en el segundo mejor quinteto de la Horizon League.

### Profesional
Tras no ser elegido en el Draft de la NBA de 2014, el mes de julio firmó su primer contrato profesional con el Starwings Basel de la liga suiza, donde jugó una temporada como titular, en la que promedió 21,3 puntos y 8,9 rebotes por partido.
El 25 de junio de 2015 firmó con el Legnano Basket Knights de la Serie A2 italiana. Jugó una temporada en la que promedió 17,4 puntos y 8,1 rebotes por encuentro.
La temporada siguiente volvió a cambiar de país y de liga, al firmar con el Vasas SC de la liga de Hungría, donde disputó una temporada, promediando 17,9 puntos y 8,0 rebotes por partido.
El 18 de agosto de 2017 regresó a Italia para firmar con el Viola Reggio Calabria, nuevamente en la Serie A2. En su única temporada en el equipo, disputando todos los partidos como titular, promedió 17,2 puntos y 8,7 rebotes.
En junio de 2018 firmó con el Mens Sana Siena, equipo que dejó en febrero de 2019, cuando estaba promediando 13,7 puntos y 6,8 rebotes por encuentro.